# Acartauchenius orientalis
Acartauchenius orientalis är en spindelart som beskrevs av Jörg Wunderlich 1995. Acartauchenius orientalis ingår i släktet Acartauchenius och familjen täckvävarspindlar.
Artens utbredningsområde är Mongoliet. Inga underarter finns listade i Catalogue of Life.